# Grou-canadiano
O grou-canadiano (português europeu) ou grou-canadense (português brasileiro) (Antigone canadensis) é uma ave gruiforme da família Gruidae.
É cinzento, bordas das asas pretas, manchas vermelhas na cabeça. Mede até 1,20 m e suas asas chegam a  ter 1,80 m. Seu grito soa como um "gar-oo-ooo" vibrante, que ecoa a uma grande distância. Põe dois ovos que levam de 28 a 36 dias para chocar.
O grou-canadiano é uma das mais antigas aves existentes. Já foram encontrados ossos fossilizados exatamente iguais aos do atual grou do Canadá e, segundo os cientistas, eles datam de 4 a 9 milhões de anos.
O grou-canadiano é uma ave grande, de pescoço e pernas compridos, muito semelhante à garça. Mas, ao contrário desta, o grou do Canadá voa com o pescoço esticado. Corno não pode viver em regiões muito elevadas, essa espécie se espalhou muito pouco. Atualmente ela habita o centro e o oeste do Canadá e também o centro e o noroeste dos Estados Unidos, migrando no inverno para o México e sul da Califórnia.
Os grous-canadianos vivem em pântanos e às margens de lagos rasos em carnpinas. Utilizam o bico comprido para pegar rãs, serpentes, camundongos e insetos grandes. Eles fazem os ninhos em água rasa, usando plantas aquáticas e capim. Tanto o macho quanto a fêmea chocam os ovos.
Está listado nas espécies protegidas pela Convenção sobre o Comércio Internacional das Espécies Selvagens da Fauna e da Flora Ameaçadas de Extinção (CITES)

## Subespécies
São reconhecidas cinco subespécies:
- A. c. canadensis (Linnaeus, 1758) – nordeste da Sibéria, passando pelo Alasca e norte do Canadá, até a Ilha de Baffin
- A. c. nesiotes (Bangs & Zappey, 1905) – Cuba e Isla de la Juventud (Ilha dos Pinheiros)
- A. c. pratensis (Meyer, FAA [en], 1794) – Georgia e Florida
- A. c. pulla (Aldrich, 1972) – Mississippi
- A. c. tabida (Peters, JL, 1925) – sul do Canadá e centro-oeste dos Estados Unidos

## Ligeções externas
- «anexo CITES»